# Nevraphes algarvensis
Nevraphes algarvensis é uma espécie de insetos coleópteros polífagos pertencente à família Scydmaenidae.
A autoridade científica da espécie é Franz, tendo sido descrita no ano de 1965.
Trata-se de uma espécie presente no território português.